# Le Moutherot
Le Moutherot ist eine französische Gemeinde mit 132 Einwohnern (Stand: 1. Januar 2022) im Département Doubs in der Region Bourgogne-Franche-Comté.

## Geographie
Le Moutherot liegt auf einer Höhe von 323 m über dem Meeresspiegel, etwa 22 Kilometer westlich der Stadt Besançon (Luftlinie). Das Dorf erstreckt sich an aussichtsreicher Lage auf einer Kuppe, die das Umland bis zu 100 m überragt, in der leicht gewellten Landschaft zwischen den Flussläufen von Doubs im Süden und Ognon im Norden.
Die Fläche des 1,30 km² großen Gemeindegebiets umfasst einen Abschnitt südlich des Ognon. Der Hauptteil des Gebietes wird von der Kuppe von Le Moutherot eingenommen, auf der mit 324 m die höchste Erhebung des Ortes erreicht wird. Diese Anhöhe stellt einen der nordöstlichen Ausläufer des Massif de la Serre dar. Auf der Kuppe gibt es außerhalb des Siedlungsgebietes Acker- und Wiesland, während die Hänge überwiegend waldbedeckt sind. Im Norden und Osten reicht das Gemeindeareal bis an den Rand der Talebene des Ognon.
Nachbargemeinden von Le Moutherot sind Jallerange und Courchapon im Norden sowie Étrabonne im Süden.

## Geschichte
Zusammen mit der Franche-Comté gelangte Le Moutherot mit dem Frieden von Nimwegen 1678 definitiv an Frankreich. Im Jahr 1972 wurde das Dorf zusammen mit Courchapon nach Jallerange eingemeindet, doch Le Moutherot erhielt 1985 seine Selbständigkeit wieder zurück. Heute ist Le Moutherot Mitglied des Gemeindeverbandes Val Marnaysien.

## Sehenswürdigkeiten

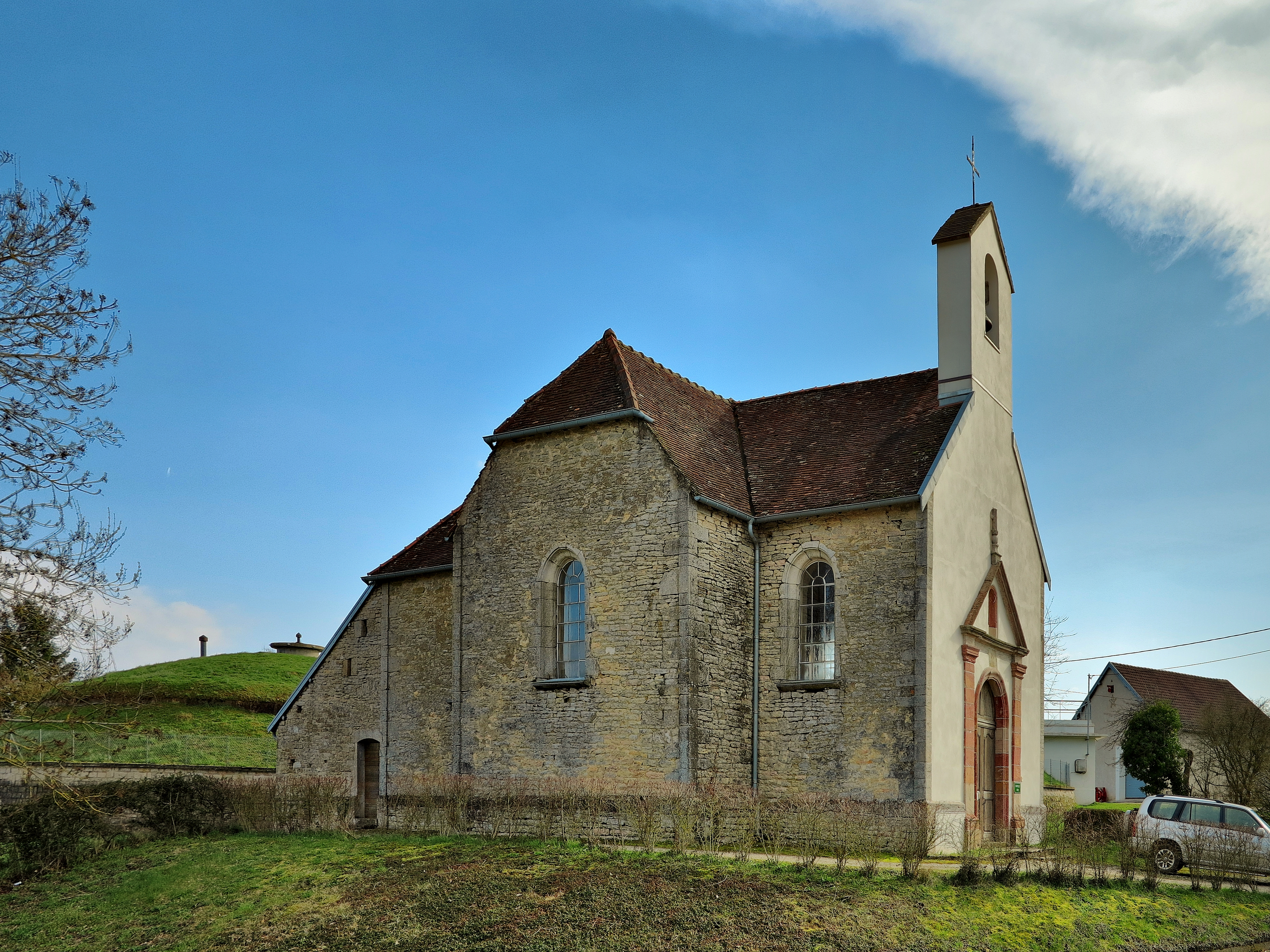
Kirche Saint-Pierre

Die einschiffige, kreuzförmige Kirche Saint-Pierre in Le Moutherot wurde 1754 von Benediktinermönchen von Mont Roland neu erbaut.

## Bevölkerung
| Jahr                       | 1962 | 1968 | 1975 | 1990 | 1999 | 2006 | 2016 |
| Einwohner                  | 20   | 23   | 30   | 61   | 78   | 97   | 129  |
| Quellen: Cassini und INSEE |      |      |      |      |      |      |      |

Mit 132 Einwohnern (Stand 1. Januar 2022) gehört Le Moutherot zu den kleinsten Gemeinden des Départements Doubs. Nachdem die Einwohnerzahl in der ersten Hälfte des 20. Jahrhunderts deutlich abgenommen hatte (1906 wurden noch 82 Personen gezählt), wurde seit Mitte der 1970er Jahre dank der attraktiven Lage wieder ein kräftiges Bevölkerungswachstum verzeichnet. Seither hat sich die Einwohnerzahl fast verfünffacht.

## Wirtschaft und Infrastruktur
Le Moutherot war bis weit ins 20. Jahrhundert hinein ein vorwiegend durch die Landwirtschaft (Ackerbau, Weinbau und Viehzucht) geprägtes Dorf. Noch heute leben die Bewohner zur Hauptsache von der Tätigkeit im ersten Sektor. Außerhalb des primären Sektors gibt es nur wenige Arbeitsplätze im Dorf. Einige Erwerbstätige sind auch Wegpendler, die in den umliegenden größeren Ortschaften und in der Agglomeration Besançon ihrer Arbeit nachgehen.
Die Ortschaft liegt weit abseits der größeren Durchgangsachsen und kann von Jallerange oder von Étrabonne erreicht werden. Der nächste Anschluss an die Autobahn A36 befindet sich in einer Entfernung von ungefähr 13 Kilometern.